# Naima Chahboun
Naima Chahboun, född 4 maj 1980, är en svensk poet. Vid sidan av författarkarriären är Chahboun doktor i statsvetenskap.

## Författarskap
Chahboun debuterade med 2011 års Okunskapens arkeologi. För denna tilldelades hon Katapultpriset 2012 med motiveringen "Naima Chahbouns diktsamling Okunskapens arkeologi är en intensivt borrande, språkligt explosiv, formmässigt experimenterande, politisk, existentiell och konstnärlig undersökning av själva den mark vår samhällsbildning vilar på. Okunskapens arkeologi är en färd vars avstamp i rättegången mot makarna Rosenberg i USA i början av 1950-talet är själva kärnan i en krevad av språk vars stötvågor rullar från alltings begynnelse till alltings slut. Ty sådant är livet – det handlar om allt."
I sin senaste diktsamling Äpplen och päron spänner Naima Chahboun bågen mot vetandets och förnuftets horisont. Med språklig intensitet och underfundig humor skruvar sig hennes dikter genom en samtid där informationen flödar fritt, men där fakta väger lätt som fjärilsvingar och sanningen är lika frånvarande som gud. Diktsamlingen är en undersökning av kunskapens villkor, på ett både känslomässigt och teoretiskt plan.
Naima Chahboun har även skrivit bilderböcker och operalibretton.

## Operalibretton
- 2016 Akvarium (med kompositör Roger Assar Johansson)
- 2016 Jane (med kompositör Roger Assar Johansson)
- 2024 Systemet (med kompositör Paula af Malmborg Ward)

## Priser och utmärkelser
- 2012 – Katapultpriset för Okunskapens arkeologi

### Fotnoter
1. ↑  ”Naima Chahboun”. Libris.kb.se. http://libris.kb.se/hitlist?d=libris&q=Naima+Chahboun&f=simp&spell=true&hist=true&p=1. Läst 10 juni 2012.
2. 1 2  ”Naima Chahboun”. Norstedts. Arkiverad från originalet den 26 april 2014. https://web.archive.org/web/20140426235709/http://www.norstedts.se/forfattare/Alfabetiskt/C/Naima-Chahboun/. Läst 10 juni 2012.
3. ↑  ”Poesi i parken”. Stockholms stadsbibliotek. 26 augusti 2019. https://biblioteket.stockholm.se/kalender/poesi-i-parken-1. Läst 26 augusti 2019.
4. ↑  Alice Hansen (25 augusti 2019). ”Naima Chahboun är tillbaka med en lysande språkglädje”. Sydsvenskan. https://www.sydsvenskan.se/2019-08-25/naima-chahboun-ar-tillbaka-med-en-lysande-sprakgladje. Läst 26 augusti 2019.